# Union City (Tennessee)

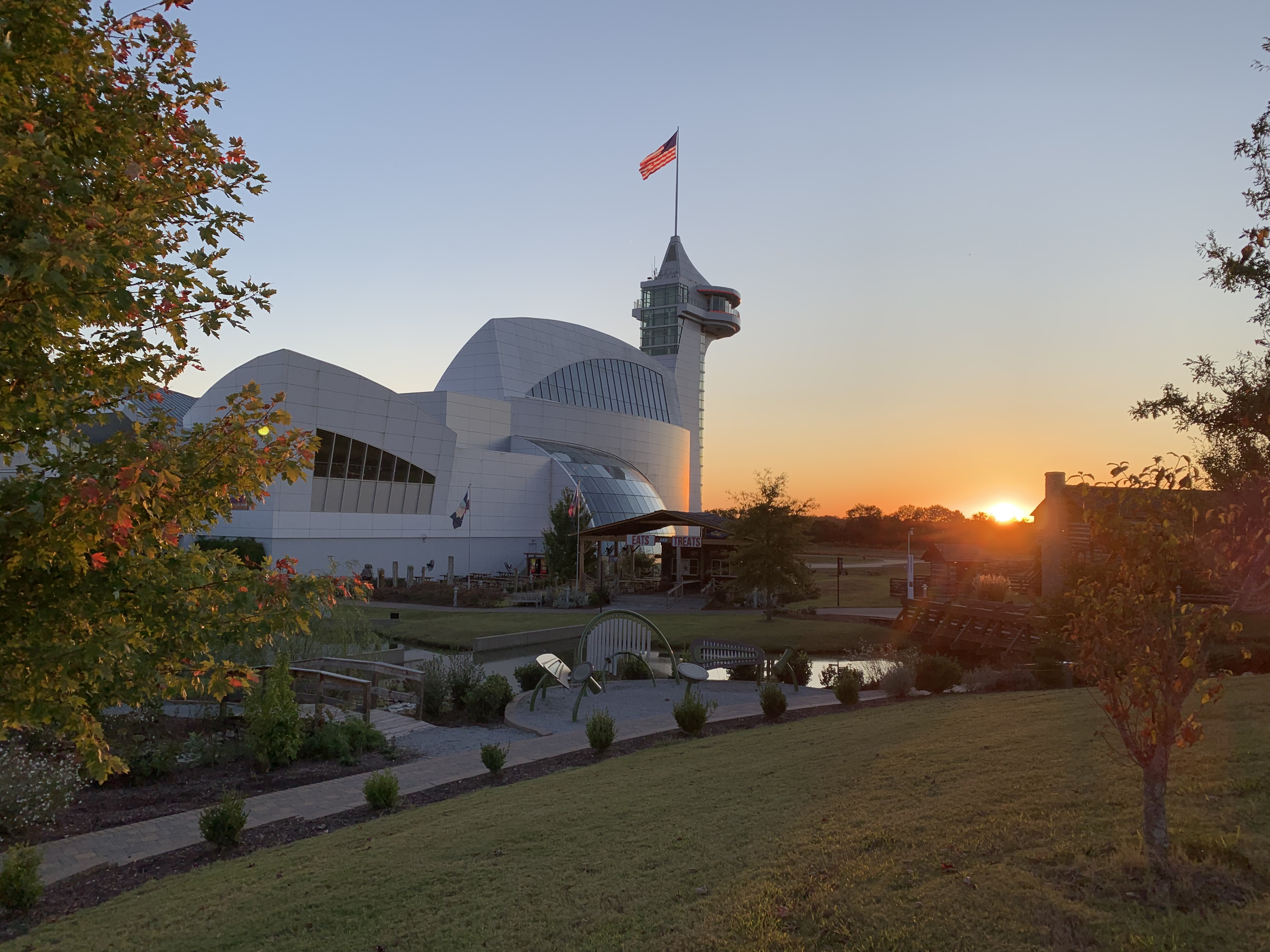
Muzeum Discovery Park of America

Union City – miasto w Stanach Zjednoczonych, w stanie Tennessee, siedziba administracyjna hrabstwa Obion. Według spisu w 2020 roku liczy 11,2 tys. mieszkańców.
Z Union City pochodzi Fats Everett, amerykański kongresmen.